# Ceroplastes flosculoides
Ceroplastes flosculoides är en insektsart som beskrevs av Matile-ferrero in Matile-ferrero och Couturier 1993. Ceroplastes flosculoides ingår i släktet Ceroplastes och familjen skålsköldlöss.
Artens utbredningsområde är Peru. Inga underarter finns listade i Catalogue of Life.